# Cinque Nazioni 1983
Il Cinque Nazioni 1983 (in inglese 1983 Five Nations Championship; in francese Tournoi des Cinq Nations 1983; in gallese Pencampwriaeth y Pum Gwlad 1983) fu la 54ª edizione del torneo annuale di rugby a 15 tra le squadre nazionali di Francia, Galles, Inghilterra, Irlanda e Scozia, nonché l'89ª in assoluto considerando anche le edizioni dell'Home Nation Championship.
Il torneo vide il suo diciassettesimo ex aequo in testa alla classifica, da parte di Francia e Irlanda, rispettivamente alla loro tredicesima e diciassettesima affermazione.
L'Inghilterra, ultima dopo 7 anni, evitò il Whitewash grazie a un pareggio 13-13 a Cardiff che le permise di non chiudere a zero punti, tuttavia perse la sfida per la Calcutta Cup in casa per la prima volta dal 1971; alla Scozia occorsero 38 anni per rivincere il trofeo a Twickenham.
Notevole, infine, l'impresa del francese Patrick Estève, metaman dell'edizione e primo giocatore, nell'era del torneo a cinque, a marcare contro tutte e quattro le avversarie.
Il valore delle marcature, come stabilito dall’IRFB nel 1977, era: 4 punti per ciascuna meta (6 se trasformata), 3 punti per la realizzazione di ciascun calcio piazzato, idem per il drop.

## Nazionali partecipanti e sedi
| Squadra     | Città     | Impianto interno   |
| ----------- | --------- | ------------------ |
| Francia     | Parigi    | Parco dei Principi |
| Galles      | Cardiff   | National Stadium   |
| Inghilterra | Londra    | Twickenham         |
| Irlanda     | Dublino   | Lansdowne Road     |
| Scozia      | Edimburgo | Murrayfield        |

## Risultati

### 1ª giornata
| Arbitro: | David Burnett |

|          |      |                             |
|          | mt   | P. Estève Paparembode Sella |
|          | tr   | Blanco (2)                  |
| Hare (4) | c.p. | D. Camberabero              |
| Cusworth | drop |                             |

| Arbitro: | Jean-Claude Yche |

|            |      |              |
| R. Laidlaw | mt   | Kiernan      |
|            | tr   | Campbell     |
| Dods (2)   | c.p. | Campbell (3) |
| Renwick    | drop |              |

### 2ª giornata
| Arbitro: | Alun Richards |

|            |      |             |
| Estève (2) | mt   | Robertson   |
| Blanco     | tr   | Dods        |
| Blanco (3) | c.p. | Dods        |
|            | drop | Gossman (2) |

| Arbitro: | John West |

|           |      |          |
| Squire    | mt   | Carleton |
| Wyatt (2) | c.p. | Hare (2) |
| Dacey     | drop | Cusworth |

### 3ª giornata
| Arbitro: | Alan Hosie |

|              |      |               |
| Finn (2)     | mt   | Blanco Estève |
| Campbell     | tr   | Blanco        |
| Campbell (4) | c.p. | Blanco (2)    |

| Arbitro: | Roger Quittenton |

|          |      |                  |
| Renwick  | mt   | S. Jones C. Rees |
| Dods     | tr   | Wyatt            |
| Dods (3) | c.p. | Wyatt (3)        |

### 4ª giornata
| Arbitro: | John Tigg |

|                      |      |                       |
| Holmes C. Rees Wyatt | mt   |                       |
| Wyatt                | tr   |                       |
| Wyatt (3)            | c.p. | Campbell (2) MacNeill |

| Arbitro: | Tom Doocey |

|          |      |                     |
|          | mt   | R. Laidlaw T. Smith |
|          | tr   | Dods                |
| Hare (3) | c.p. | Dods (3)            |
| Horton   | drop |                     |

### 5ª giornata
| Arbitro: | Tom Doocey |

|                |      |          |
| Estève         | mt   | Squire   |
|                | tr   | Wyatt    |
| Blanco (3)     | c.p. | G. Evans |
| D. Camberabero | drop |          |

| Arbitro: | Brian Anderson |

|                   |      |          |
| Campbell Slattery | mt   |          |
| Campbell          | tr   |          |
| Campbell (5)      | c.p. | Hare (5) |

## Classifica
| Pos | Squadra     | G | V | N | P | PF | PS | DP  | Pt |
| --- | ----------- | - | - | - | - | -- | -- | --- | -- |
| 1   | Francia     | 4 | 3 | 0 | 1 | 70 | 61 | +9  | 6  |
| 2   | Irlanda     | 4 | 3 | 0 | 1 | 71 | 67 | +4  | 6  |
| 3   | Galles      | 4 | 2 | 1 | 1 | 64 | 53 | +11 | 5  |
| 4   | Scozia      | 4 | 1 | 0 | 3 | 65 | 65 | 0   | 2  |
| 5   | Inghilterra | 4 | 0 | 1 | 3 | 55 | 79 | −24 | 1  |